# Oldřich Karásek
Oldřich Karásek (30. listopadu 1939 Praha – 2. října 2006 Uganda) byl český fotograf.

## Život
Narodil se v Praze, kde také studoval na Střední průmyslové škole grafické. V roce 1966 zvítězil na fotografické soutěži pořádané v rámci filmového festivalu v Cannes. Později byl oceněn v Tokiu a Stockholmu. V roce 1968 začal pracovat pro italskou agenturu Vita Press. Fotografoval například Františka R. Krause, Petera Sellerse, Elizabeth Taylorovou a členy skupiny The Beatles. Významná je jeho fotografie zloděje, který ukradl špěrky Jacqueline Kennedyové z vily jejího manžela Aristotla Onassise. Fotografoval také přírodu, například v Patagonii či Himálaji. Zemřel při dopravní nehodě v Ugandě ve věku 66 let. Pohřben byl na Motolském hřbitově. Jeho bratrem byl evangelický farář, hudebník a politik Svatopluk Karásek.